# Stephan Elliott
Stephan Elliott   (Sydney, 27 d'agost de 1964) és un director de cinema i guionista australià. La seva pel·lícula més coneguda internacionalment és Les aventures de Priscilla (1994).

## Carrera
Elliott va començar la seva carrera com a assistent de direcció treballant en el boom de la indústria del cinema australià dels anys vuitanta.
Els seus dos primers llargmetratges, Enganys (protagonitzat pel músic Phil Collins) i Les aventures de Priscilla, juntament amb les seves pel·lícules més curtes i menys conegudes Fast i The Agreement van ser produïdes per la productora australiana Latent Image Productions de Rebel Penfold-Russell.
Fraus, Les aventures de Priscilla i Welcome to Woop Woop van ser seleccionades oficialment per presentar-se al Festival Internacional de Cinema de Canes, on " Priscilla" va guanyar el Prix du public així com un Premi Oscar al Millor Disseny de Vestuari, entre molts altres reconeixements. Durant un temps durant 1982/83, Stephan i Troy Tempest van presentar The Blues Brothers, cada divendres a la nit durant més d'un any, al teatre Cremorne Orpheum, catalogat com a patrimoni. Vestits de Jake i Elwood, Stephan i Troy van aparèixer a la televisió diverses vegades, juntament amb el seu Bluesmobile.
El 2004, Elliott va estar involucrat en un accident d'esquí que el va deixar hospitalitzat durant diversos mesos. Atribueix que l'accident va redescobrir el seu sentit de l'humor.Això pot explicar en part per què, el 2007, Elliott va treballar amb Fred Nassiri per crear un dels vídeos musicals més cars de tots els temps. Rodada a més de 15 països, amb set directors, la cançó "Love Sees No Colour" aspira a difondre un missatge de pau i amor.
La seva pel·lícula Una família amb classe, va ser escrita amb el coguionista Sheridan Jobbins, i està basada en l'obra de teatre homònima de Noël Coward. És protagonitzada per Colin Firth, Kristin Scott Thomas, Jessica Biel i Ben Barnes. Va ser produït per Barnaby Thompson per a Ealing Studios al Regne Unit, i es va estrenar al Festival Internacional de Cinema de Toronto el 8 de setembre de 2008. També s'ha projectat al Rio Film Festival, el Festa de Cinema di Roma i el Festival de Cinema de Londres amb gran èxit.
La seva següent pel·lícula, Un casament de mort, protagonitzada per Xavier Samuel i Olivia Newton-John fou estrenada el 2012.
Altres crèdits d'escriptor inclouen el guió de l'obra teatral Priscilla, que es va estrenar el 2007 al Lyric Theatre de Sydney a Star City a excel·lents crítiques. Més tard l'any, es va traslladar The Regent Theatre a Melbourne i el maig de 2008 a l'Auckland Civic Theatre d'Auckland a New Zelanda, i després al West End de Londres.

## Vida personal
Elliott va sortir de l’armari com a gai durant la seva presentació de la inauguració dels premis AACTA a Sydney el 31 de gener de 2012. Manté una relació amb la seva parella, Wil Bevolley, des de finals de la dècada de 1980. Van tenir una cerimònia d'associació civil a Londres el 2008.

## Filmografia
- Enganys (1993)
- Les aventures de Priscilla (1994)
- Welcome to Woop Woop (1997)
- Ulls que vigilen (1999)
- Una família amb classe (2008)
- Un casament de mort (2011)
- Rio, Eu Te Amo (2014)
- Swinging Safari (2017)